# Filipijns spookdier
Het Filipijns spookdier (Carlito syrichta) is een zoogdier uit de familie van de spookdiertjes (Tarsiidae) dat alleen voorkomt op de Filipijnen. De wetenschappelijke naam van de soort werd in 1758 gepubliceerd door Carl Linnaeus in de tiende editie van Systema naturae.
Het spookdier komt voor in het centrale en zuidoostelijke deel van de archipel, en dan met name de eilanden Bohol, Samar, Leyte en Mindanao. In het Cebuano wordt deze soort mawmag genoemd.

## Uiterlijke kenmerken
Het Filipijns spookdier is een klein zoogdier van ongeveer 15 centimeter groot en daarmee ongeveer zo groot als een gemiddelde mensenhand. Het gemiddelde gewicht van mannetjes is 134 gram en van vrouwtjes 117 gram.
Zoals alle spookdiertjes, heeft het Filipijns spookdier een ronde kop die door een speciale aanpassing van de nek 180 graden gedraaid kan worden. Hierdoor kan het Filipijns spookdier, ondanks dat de ogen niet bewogen kunnen worden, toch goed om zich heen kijken. De grote membraanachtige oren zijn erg bewegelijk en lijken nooit stil te staan, zodat elk geluid opgevangen wordt. De unieke grote ogen van de soort staan niet in verhouding tot de kop en de romp en staan zelfs vermeld in het Guinness Book of Records als de grootste ogen van een zoogdier ter wereld. Het Filipijns spookdier is een nachtdier. De grote ogen zorgen voor perfect zicht in het donker van de nacht.
Het Filipijns spookdier heeft een dikke, zijdeachtige, grijze tot donkerbruine vacht. De dunne staart is ongeveer twee keer zo lang als het lichaam en is haarloos, met uitzondering van een plukje haar aan het einde. De staart wordt gebruikt voor het evenwicht. De handen en voeten hebben twee tenen speciaal voor de verzorging. De achterste ledematen zijn verlengd waardoor maximaal drie meter grote sprongen van boom tot boom kunnen worden gemaakt. Op de uiteinden van de vingers zitten ronde kussentjes, zodat het dier goed in bomen kan klimmen. Alle vingers hebben afgeplatte nagels, met uitzondering van de tweede en de derde vinger, die worden gebruikt voor de lichaamsverzorging.
De tandformule van het Filipijns spookdier is 2.1.3.31.1.3.3 met relatief kleine boven hoektanden.

## Gedrag
Het Filipijns spookdier is een schuw nachtdier, dat een grotendeels verborgen leven leidt. Overdag slaapt het in donkere holletjes dicht bij de grond en in de nabijheid van bomen en bosjes. 's Nachts wordt het actief en gaat op zoek naar eten. Maar ook dan is het moeilijk waar te nemen, doordat het door zijn uitstekende zicht en gehoor goed in staat is mensen te ontwijken.
Deze soort brengt een groot deel van zijn tijd door in de bomen. Daar klampt het dier zich normaal gesproken verticaal vast aan bomen. Indien nodig springt het van tak naar tak. Als gevolg van zijn verlengde achterpoten kan het relatief grote sprongen maken.

## Communicatie
Het Filipijns spookdier maakt gebruik van diverse manieren van communiceren. Hoewel de soort minder vocaal is dan veel andere primaatsoorten, gebruikt het wel diverse uitroepen ten behoeve van territoriumafbakening en het lokaliseren van de andere sekse.
Zijn luide roep is één enkele, doordringende toon. Wanneer het tevreden is, brengt het een geluid uit dat lijkt op een zacht vogelachtig twill. Als meerdere spookdieren samen komen, maken ze vaak een geluid als van een tjirpende krekel.
Naast vocale communicatie maakt het Filipijns spookdier ook gebruik van andere manieren van communicatie. Een voorbeeld hiervan is het gebruik van de reukzin. Zo markeert het vrouwtje haar partner met behulp van de geur van een substantie uitgescheiden door de circumorale klier. Het mannetje markeert op zijn beurt zijn territorium met behulp van urine.
Het Filipijns spookdier communiceert verder nog door aanraking. Een voorbeeld hiervan is de verzorging van elkaars huid en vacht, door het verwijderen van dode huid en parasieten.

## Voedsel
Het Filipijns spookdier is een carnivoor en eet met name insecten, maar ook wel spinnen, kleine kreeftachtigen, kleine gewervelden, kleine hagedissen en vogels. Het Filipijns spookdier gebruikt beide handen om de prooi naar de mond te brengen.
Zelf moet het vooral oppassen voor verwilderde katten die zijn ontsnapt uit naburige gemeenschappen, kleine carnivoren en sommige grote vogels. Als gevolg van het feit dat het Filipijns spookdier vooral 's nachts en in de toppen van de bomen actief is, valt de soort vaak ten prooi aan uilen.
Voor menselijke jagers hoeft het Filipijns spookdiertje minder dan voorheen op te passen: de tijd dat enthousiast voor het vertier jacht werd gemaakt op de kleine, langzame diertjes is voorbij sinds de soort beschermd is en de boete op het doden van een diertje PHP 50.000 (830€) bedraagt.

## Voortplanting

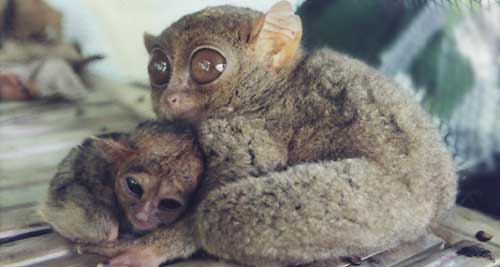
Spookdier met baby

Bij het Filipijns spookdier komt zowel monogamie als polygamie voor. De bronsttijd van het vrouwtje duurt zo'n 25 tot 28 dagen. Het Filipijns spookdier kan het hele jaar door paren, maar is afhankelijk van de aanwezigheid van insecten. Normaal gesproken raakt het vrouwtje twee keer per jaar zwanger; de draagtijd van de soort is zes maanden. Per keer krijgt het vrouwtje één jong, dat wordt geboren met veel haar en met wijdopen ogen. Het jong wordt door de moeder in de mond of op de buik rondgedragen. Een pasgeboren jong kan zich al vastklampen aan een tak. Na ongeveer een maand kan het al sprongen maken en na twee maanden verlaat het jong de moeder. In gevangenschap plant het Filipijns spookdier zich moeizaam voort.

## Leefgebied
Een studie heeft aangetoond dat het Filipijnse spookdier een voorkeur heeft voor dichtbegroeid secundair laaglandwoud met rustplekken op zo'n twee meter boven de grond. Het is ook wel te vinden in primair woud tot 700 meter boven de zeespiegel.

## Taxonomie
Het Filipijns spookdier is een primaat. De groep van de spookdiertjes waartoe het Filipijns spookdier behoort, is nauw verwant aan andere primaten, zoals apen, lemuren, gorilla's en mensen, maar moet ingedeeld worden ergens tussen de halfapen en apen. Hoewel de spookdiertjes geen apen zijn, ook al werden ze voorheen altijd beschouwd als halfaap, wordt het Filipijns spookdier, samen met de overige spookdieren, tegenwoordig samen met de apen door wetenschappers ingedeeld in de gezamenlijk onderorde Haplorhini, op grond van de fylogenie.
Het Filipijnse spookdier is waarschijnlijk het nauwst verwant aan het soendaspookdier (Cephalopachus bancanus), waarmee het voorheen samen in het ondergeslacht Cephalopachus werd geplaatst. Genetisch onderzoek suggereert dat de scheiding tussen het Filipijnse spookdier, het westelijke spookdier en de spookdieren van Celebes plaatsvond in het midden van het Mioceen (zo'n 15 miljoen jaar geleden). Op basis van onderzoek waarvan de resultaten in 2010 werden gepubliceerd, worden de beide soorten nu wel in aparte geslachten geplaatst. Voor het Filipijnse spookdier werd daarvoor het geslacht Carlito in het leven geroepen. Het onderzoek maakt aannemelijk dat het Filipijnse spookdier het meest verwant is met het soendaspookdier.
Deze soort werd in de 18e eeuw voor het eerst beschreven door westerse biologen. De eerste die de soort beschreef was J. Petiver, die in 1705 een beschrijving door de missionaris J.G. Camel publiceerde, en het dier Cercopithecus luzonis minimus noemde. Dit werd de basis van de beschrijving in 1758 door Carl Linnaeus, die de soort Simia syrichta doopte.
Over de vraag of het Filipijnse spookdier ondersoorten heeft, en hoeveel dan, bestaat nog veel verschil van mening. De Philippine Tarsier Foundation geeft aan dat er drie ondersoorten worden onderscheiden: Carlito syrichta syrichta, die voorkomt op de eilanden Leyte en Samar, Carlito syrichta fraterculus van Bohol en Carlito syrichta carbonarius van Mindanao. De IUCN daarentegen geeft aan dat er twee ondersoorten zijn, maar dat het onderscheid tussen deze twee dermate onduidelijk is dat de soort op dit moment beschouwd moet worden als monotypisch. Hill (1955) beschouwde Tarsius syrichta carbonarius en Tarsius syrichta fraterculus als twee moeilijk te onderscheiden ondersoorten. Niemitz (1984) vond de verschillen niet significant genoeg om onderscheid te maken. Musser en Dagosto (1987) vonden dat de beschikbare exemplaren uit het museum niet voldoende duidelijkheid opleveren om deze zaak op te lossen, maar vermeldden nog wel dat Heaney een mannelijk exempaar van Dinagat als een te onderscheiden ondersoort beschouwde. Groves (2001) ten slotte onderscheidde ook geen verschillende ondersoorten van Carlito syrichta. De Asian Primate Classification onderscheidt aparte ondersoorten op Samar (syrichta), Mindanao (carbonarius) en Bohol (fraterculus), en oppert de mogelijkheid dat de populaties op Basilan, Dinagat, Leyte en Siargao ook aparte ondersoorten zouden kunnen vertegenwoordigen. In de derde editie van het gezaghebbende Mammal Species of the World werden geen ondersoorten onderscheiden (het hoofdstuk over primaten werd geschreven door Groves).